# Edifício do Banco Francês e Italiano
O Edifício do Banco Francês e Italiano é um edifício histórico situado no centro da cidade de São Paulo, no Brasil.

## História
O edifício, projetado pelo arquiteto italiano Giulio Micheli, começou a ser construído em 1919 para ser a nova sede paulistana do Banco Francês e Italiano, substituindo a agência anterior, de dimensões mais modestas, situada no mesmo terreno. Após a morte de Micheli, as obras foram concluídas por seu colaborador Giuseppe Chiappori. O edifício foi oficialmente inaugurado em 19 de novembro de 1921, na presença do governador Washington Luís e do embaixador italiano Luigi Mercatelli.
Inicialmente, foi construído para abrigar o Banco Comercial Italiano, fundado por Martinelli, Matarazzo e Puglisi Carbone, mas em seguida se fundiu com Banque de Paris, passando a adotar o nome de Banco Francês e Italiano.

## Descrição
O edifício está localizado na rua 15 de Novembro, no centro de São Paulo. Apresenta uma arquitetura neorrenascentista florentina explicitamente inspirada nas formas do Palácio Strozzi, em Florença.